# Březová nad Svitavou
Březová nad Svitavou là một thị trấn thuộc huyện Svitavy, vùng Pardubický, Cộng hòa Séc.